# Manolache Lambrino
Manolache Lambrino (născut Manolache Rangavi; d. 1745) a fost un boier din Țara Românească. Era fiul lui Andronic Rangavi, marele „cartofilax” (custode al arhivelor) al Patriarhiei Ecumenice din Constantinopol. Manolache s-a căsătorit la 26 octombrie 1708 (s.v.) cu Bălașa Brâncoveanu, una din fiicele lui Constantin Brâncoveanu. A deținut dregătorii înalte sub domnia lui Nicolae Mavrocordat, printre ele cea de mare ban de Craiova și ispravnic al scaunului Bucureștilor. A fost mare ispravnic la ridicarea Mănăstirii Văcărești. 